# بهمن أباد (ميانة)
بهمن‌ أباد هي قرية في مقاطعة ميانة، إيران. عدد سكان هذه القرية هو 126 في سنة 2006.